# Monster House
Pour plus de détails, voir Fiche technique et Distribution.
Monster House, ou La Maison monstre au Québec, est une comédie d'animation américaine réalisée par Gil Kenan, sortie le 21 juillet 2006. Les personnages sont joués en utilisant la technique de performance capture, précédemment utilisée lors de la  réalisation de Robert Zemeckis, dans Le Pôle express.

## Synopsis
DJ, un jeune adolescent, espionne depuis toujours la maison d'en face, celle de M. Nebbercracker, le vieillard qui terrifie tous les enfants du quartier. S'il advenait que le moindre objet ne vienne caresser sa pelouse verdoyante, il se jetterait dessus pour l'enfermer dans son effroyable maison. Mais, un jour, DJ et son ami Chamallow firent atterrir par accident un ballon de basket sur la pelouse interdite du vieux monsieur. DJ tenta de récupérer le ballon, et fit entrer en rogne Nebbercracker. Ayant pris peur, DJ tenta alors de s'enfuir, mais au lieu de cela, arracha la pelouse du vieillard et mystérieusement le ballon disparut. Nebbercracker entra dans une rage si folle, qu'il en mourut (peut-être?). Mystérieusement, après que l’ambulance est venu amener le vieux Nebbercracker à l'hôpital, la maison de Nebbercracker alluma sa cheminée, alors qu'il n'y avait plus personne pour le faire. À la suite de cela, la maison du vieillard se mit à appeler la maison de DJ, ou encore à clore ses volets subitement dès que DJ posait le regard sur elle. Dans la nuit, DJ et Chamallow tentèrent le tout pour le tout, et allèrent sonner à la porte de la maison, pour se prouver à eux-mêmes que la maison était encore habitée, et qu'il n'y avait aucun esprit ou fantôme de Nebbercracker (car DJ était persuadé de l'avoir quasiment tué lui-même). Contre toute attente, la maison tenta de manger les adolescents, en "avouant" être vivante! La maison considérera DJ comme l'assassin de son propriétaire, et tentera de l'enfermer en elle. Le lendemain, la jolie Jenny sonna à son tour à la porte de la maison, dans le but de vendre des bonbons pour la préparation d'une fête d'Halloween pour son internat pour filles, sans savoir que la maison était désormais libre de ses mouvements. Alors que la maison s'apprêtait à manger Jenny, Chamallow et DJ arrivèrent la sauver, puisqu'ils ne cessaient de surveiller la maison depuis la nuit où ils avaient découvert son secret. Jenny, prenant cela très au sérieux, décida d'appeler la police, qui ne la crut pas du tout. Désirant arrêter la maison, Jenny se joignit aux garçons, pour arrêter la maison avant Halloween, et avant que tous les enfants ne viennent faire la même erreur qu'elle : sonner à la porte de la maison de Nebbercracker. Pour sauver leur quartier, DJ, Chamallow et Jenny doivent entrer dans la maison, trouver le cœur et ainsi arrêter la maison possédée de Nebbercrakcer avant que les enfants arrivent chez Nebbercracker pour leur tournée des bonbons d'Halloween.

## Fiche technique
- Titre original : Monster House
- Titre québécois : La Maison monstre
- Réalisation : Gil Kenan
- Scénario : Dan Harmon, Rob Schrab et Pamela Pettler, d'après une histoire de Dan Harmon et Rob Schrab
- Direction artistique : Norman Newberry et Greg Papalia
- Décors : Ed Verreaux
- Costumes : Ruth Myers
- Photographie : Paul C. Babin et Xavier Pérez Grobet
- Montage : Fabienne Rawley et Adam P. Scott
- Musique : Douglas Pipes
- Le doublage japonais contient "Seishun no Tobira" de Ikimonogakari pour le générique de fin[1],[2],[3],[4],[5],[6].
- Production : Jack Rapke (en) et Steve Starkey – délégués : Robert Zemeckis et Steven Spielberg
- Sociétés de production : Columbia Pictures, Relativity Media, ImageMovers, Amblin Entertainment, Sony Pictures Imageworks
- Sociétés de distribution : Columbia Pictures, Sony Pictures Entertainment et Warner Independent Pictures
- Budget : 70 millions de dollars[7]
- Pays de production : États-Unis
- Langue originale : anglais
- Format : couleur – 2.35 : 1 – Dolby Digital, SDDS, DTS
- Genre : animation, comédie et fantastique
- Durée : 91 minutes
- Dates de sortie :
  - États-Unis : 21 juillet 2006
  - Belgique, France : 23 août 2006

## Distribution
Source :  ?[Qui ?] et  Doublage au Qu

### Voix anglaises
- Mitchel Musso : Douglas J. "D.J." Walters
- Sam Lerner : Charles "Chowder" Wilson
- Spencer Locke : Jenny Bennett
- Steve Buscemi : Horace Nebbercracker
- Jason Lee : Bones
- Jon Heder : Skull
- Maggie Gyllenhaal : Zee
- Kevin James : Officer Landers
- Nick Cannon : Officer Lister
- Catherine O'Hara : La mère de D.J.
- Fred Willard : Le père de D.J.
- Kathleen Turner : Constance
- Brianna Royster : La petite fille

### Voix françaises
- Louis Lecordier : Douglas J. "D.J." Walters
- Pierre Casanova : Charles "Chamallow" Wilson
- Camille Donda : Jenny Bennett
- Patrick Préjean : Horace Nebbercracker
- Michaël Espinho : Squelette
- Michel Dodane
- Bruno Forget
- Marion Game : Constance
- Diouc Koma : Officier Lister
- Lola Krellenstein
- Christophe Lemoine : Crane
- Edwige Lemoine : Elizabeth "Zee"
- Philippe Peythieu : Officier Landers
- Estelle Simon
- Brigitte Virtudes : La mère de D.J.

### Voix québécoises
- François-Nicolas Dolan : D.J.
- Alain Gélinas : M. Nebbercracker
- Aliocha Schneider : Chowder
- Romy Kraushaar-Hébert : Jenny
- Kim Jalabert : Zee
- Xavier Morin-Lefort : Bones
- Julie Burroughs : Mère de D.J.
- Marc-André Bélanger : Père de D.J.
- Hubert Gagnon : Agent Landers
- Benoît Éthier : Agent Lister
- Johanne Garneau : Constance
- Hugolin Chevrette-Landesque : Skull